# Kanonier
Kanonier – stopień wojskowy w artylerii. Odpowiednik stopnia szeregowego w innych rodzajach wojsk.
5 sierpnia 1919 roku Minister Spraw Wojskowych zatwierdził tytulaturę stopni podoficerskich i żołnierskich w artylerii. Stopień kanoniera w artylerii był odpowiednikiem stopnia szeregowego w piechocie. Ustawa o powszechnym obowiązku obrony Rzeczypospolitej Polskiej w 2016 roku nie przewidywała takiego stopnia.

## Kanonier w wojsku koronnym
Obowiązki kanoniera zawarte były w regulaminie z 1767 w artykule „Powinności każdego z Osobna Artyllerysty podług Stopnia y Urzędu tak względem umieiętności jako y Służby Pańskiey”.

Powinność Kanoniera nie tylko być Bogoboynym, Cnotliwym, Obyczaynym, Hożym y odważnym, Lecz być sposobnym y sprawnym do naliżytego zażycia Każdego Działa, które iuż Onemu będzie oddane do czyn[n]ości. Obligowany iest z Masztabu Odkalibrować One y poznać jakowy wagi Kule wystrzela y czyli iest Umocowanego albo Osłabiałego Metalu, dla letkości odlania, y iezeli bateryignego Wężowego — lub Polowego Rodzaiu, dla pomiarkowania jakiego Ładunku potrzebnie do Zwyczayney, Składaney, Łańcuchówy Kuli albo Kartaczy Fergleychung, to iest porównanie Metalu zwierzchnego do Celowania bądź na większą, bądź na bliszą odległość powinien czynić y znać zmiarkowanie jak do Zamierzonego Mieysca Wystrzałem dosiądź y trafić tudzież, we wszystkich przypadkach trafiaiących się umie sobie postąpić. Do dalszey Umieiętności z pilnością winien iest sposobić się y Pisma być wiadomym, ieżeli pragnie być zdatnym do Służby J[e]go K. Mci y Rzptey y mieć wzgląd Officerów do promowania siebie, Kiedy zaś będzie wyuczony zupełnie z Artylleryi w Służbie będąc nie ma się iuż Abszeytować.